# (18627) Rogerbonnet
(18627) Rogerbonnet est un astéroïde de la ceinture principale.

## Description
(18627) Rogerbonnet est un astéroïde de la ceinture principale. Il fut découvert le 27 février 1998 à Cima Ekar par Maura Tombelli et Claudio Casacci. Il présente une orbite caractérisée par un demi-grand axe de 2,37 UA, une excentricité de 0,07 et une inclinaison de 9,3° par rapport à l'écliptique.